# SRF info
SRF info è un canale televisivo all-news svizzero gestito da SRF, filiale di lingua tedesca dell'azienda pubblica SRG SSR.
L'emittente nasce come SFi il 17 gennaio 2001, cambiando poi nome in SF Replay e a partire dal 5 dicembre 2005 in SF info.
Il 16 dicembre 2012 SF info è diventata SRF info.

## Diffusione del canale
L'emittente è ricevibile in tutta la Svizzera via cavo e in tutta Europa in chiaro via satellite su Hot Bird (fatta eccezione per le news sportive, criptate per questione di diritti di trasmissione fuori dal Paese). SRF info è trasmesso in digitale terrestre anche nelle aree germanofone esterne alla Svizzera.

## Programmi
L'emittente ritrasmette per buona parte del tempo repliche di trasmissioni informative di SRF 1 e SRF zwei, seguite dai programmi televisivi della RTR (tra cui Telesguard). SRF info produce anche programmi propri, come in occasione del Forum economico mondiale che annualmente si tiene a Davos.

## Loghi

Logo SFi utilizzato fino al 5 dicembre 2005
Logo SF info utilizzato fino al 29 febbraio 2012
Logo utilizzato fino al 15 dicembre 2012
Logo attuale